# リサ・ヴォート
リサ・ヴォート（Lisa Vogt 1964年6月11日 - ）は、アメリカ合衆国出身の大学教授、写真家、放送パーソナリティ。

## 人物像
- アメリカ・ワシントン州の出身。メリーランド州立大学卒。日本文化・経営学を学ぶ。またテンプル大学大学院でTESOL修士修了。
- 著書　「オフィスでマスターできる基本英会話」「実力が伝わる英文履歴書の書き方」「伝わる伝わる英会話」「写真集・北極シロクマ 南極ペンギン」他多数。
- 放送出演　ものしり英語塾「ワードウォッチャー」、英語ものしり倶楽部（NHKラジオ第2放送）